# Qasim Qaysenov
Qasim Qaysenov (en kazajo: Қасым Қайсенов, en ruso: Касым Кайсенов; Asubulak, 23 de abril de  1918 - Alma Ata, 30 de diciembre de 2006) fue un partisano soviético de etnia kazaja, fue el comandante de un destacamento partisano que operó en la RSS de Ucrania durante la Segunda Guerra Mundial. Después de la guerra, escribió muchos libros sobre su experiencia en la guerra y en 1995 recibió el título de Héroe de Kazajistán, el más alto honor estatal que actualmente concede la República de Kazajistán. 

## Biografía

### Infancia y juventud
Qaysenov nació el 23 de abril de 1918, en el seno de una familia Kazaja, en Asubulak, una pequeña localidad rural situada en la República Autónoma Socialista Soviética del Turquestán —entonces parte de la RSFS de Rusia, actualmente situada en la provincia de Kazajistán Oriental en Kazajistán—. Sus padres eran trabajadores, y solo ocho de sus trece hijos vivieron hasta la edad adulta. Después de terminar la escuela en 1934 ingresó en la escuela de educación política de Oskemen. Luego asistió a la escuela técnica en Ust-Kamenogorsk. En 1938, después de graduarse, trabajó como instructor en el departamento regional de educación pública de Pavlodar. En 1940 fue reclutado en el Ejército Rojo y luego lo enviaron a la escuela de inteligencia militar.

### Segunda Guerra Mundial
En noviembre de 1941, después de completar sus estudios en la escuela de inteligencia militar, se lanzó en paracaídas en territorio controlado por el enemigo. Sus actividades partisanas tuvieron un comienzo difícil ya que su paracaídas se atascó en la cruz de una iglesia local, pero los residentes locales lo rescataron antes de que los soldados enemigos pudieran capturarlo o matarlo. Como líder partisano, Qaysenov asumió el cargo de jefe de un equipo de demolición. Él y sus compañeros tenían su base en la RSS de Ucrania, pero no solo realizaban operaciones en Ucrania sino también en la RSS de Moldavia, Rumanía y Checoslovaquia. Durante el curso de la guerra, se lanzó en paracaídas en territorio enemigo cuatro veces: en noviembre de 1941 en la RSS de Ucrania, la RSS de Moldavia en 1943, en Rumanía a principios de 1944 y en las montañas de los Cárpatos en junio de 1944. Participaron en la captura de la cabeza de puente de Bukrinsky y el cruce del Dniéper. También liberaron a más de 700 prisioneros del campo de concentración de Belaya Tanya. Sin embargo, su destacamento sufrió graves bajas: más de 100 de ellos murieron en las batallas por Grigorievca, Lukovit,  Zarubyntsi, y después de la operación del cruce del Dniéper, solo veinte de ellos quedaban con vida. Por su heroísmo durante la guerra recibió muchos premios estatales, incluida la Orden de Bohdán Jmelnitski  y fue elogiado por el famoso líder partisano ucraniano Sydir Kovpak.

### Posguerra
Después del final de la guerra, Qaysenov regresó a su tierra natal, pero siguió siendo amigo de muchos de sus compañeros partisanos. Al principio le costó mucho conseguir trabajo, pero con una carta de recomendación de Sydir Kovpak encontró trabajo en el Partido Comunista  como alto funcionario del aparato del Presídium del Sóviet Supremo de la RSS de Kazajistán. Como vicepresidente del comité ejecutivo del distrito de los distritos de Zhualy y Sverdlovsky de la provincia de Zhambyl. A medida que se adaptaba a la vida civil, fue muy estricto y lo despidieron de su cargo en el comité ejecutivo por ser agresivo. Más tarde trabajó como jefe de construcción de la central hidroeléctrica Mijaílovky antes de regresar a Alma Ata en 1949. Después de reunirse con otros escritores kazajos que escribieron memorias sobre la guerra, comenzó a trabajar como escritor y de 1951 a 1954 estudió en el departamento de traductores de la Escuela Superior del Partido, entre 1953 y 1972 trabajó como subdirector de la editorial Zhazushy, director de la oficina de propaganda de ficción de la Unión de Escritores de Kazajistán y subdirector de la editorial Kainar. En 1995 recibió el título de Héroe de Kazajistán por su servicio en la Segunda Guerra Mundial. Murió el 30 de diciembre de 2006 a la edad de 89 años.

## Obras publicadas
Después de la guerra, Qaysenov escribió numerosos libros de temática militar donde describía sus experiencias durante la guerra, su primer libro fue «El joven partisano» que se publicó en 1954. A esto le siguieron «Ilko Vitryak», «Partisanos de Pereyaslavl», «En las fauces de la muerte», «Un niño detrás líneas enemigas», «En el Dnieper», «Detrás de las líneas enemigas», «Caminos partisanos», y muchos otros. Muchas de sus obras han sido traducidas al ruso, ucraniano y otros idiomas.

## Condecoraciones
A lo largo de su carrera militar, Qasim Qaysenov recibió las siguientes condecoraciones militares:
Unión Soviética
- Orden de Bohdán Jmelnitski de 3.er grado (14 de diciembre de 1944)[8]
- Orden de la Guerra Patria de 1.er grado, dos veces (2 de mayo de 1945,[9] 11 de marzo de 1985[10])
- Orden de la Guerra patria de 2.do grado
- Medalla Conmemorativa por el Centenario del Natalicio de Lenin
- Medalla al Partisano de la Guerra Patria de 1.er grado (1944)
- Medalla por la Victoria sobre Alemania en la Gran Guerra Patria 1941-1945
- Medalla Conmemorativa del 20.º Aniversario de la Victoria en la Gran Guerra Patria de 1941-1945
- Medalla Conmemorativa del 30.º Aniversario de la Victoria en la Gran Guerra Patria de 1941-1945
- Medalla Conmemorativa del 40.º Aniversario de la Victoria en la Gran Guerra Patria de 1941-1945

Kazajistán
- Héroe de Kazajistán (1995)
- Orden de Otan (2003)

Ucrania
- Orden al Mérito de 2.do grado (19 de mayo de 2003) - «por una contribución personal significativa para profundizar la cooperación entre Ucrania y la República de Kazajistán y con motivo del 85.º aniversario de su nacimiento»
- Orden al Mérito de 3.er grado (19 de mayo de 1998) - «por una contribución personal significativa al fortalecimiento de las relaciones entre Ucrania y Kazajistán, actividad literaria fructífera y participación en la liberación de Ucrania de los invasores nazis»